# Collar de la Independencia
El Collar de la Independencia (en árabe: قلادة الاستقلال‎) es la máxima condecoración de Catar.
Fue fundada en 1978 por Jalifa bin Hamad Al Thani y es exclusiva para jefes de Estado.
Se trata de un collar de oro compuesto de una cadena de catorce círculos llenos unidos con círculos vacíos. Los círculos completos llevan dibujados: la Qatar Petroleum, una embarcación tradicional, un mirador y una palmera, un arco y flecha, la Universidad de Catar, un edificio moderno, el Puerto de Doha y una planta de fertilizantes. El resto de los círculos sólidos llevan inscriptos con caligrafía diwani: religión, ciencia, justicia, orden, trabajo y moral. El centro del collar es reticulado, con cuatro perlas y dos rubíes y un medallón en forma de estrella de diez puntas, en el centro de la cual está el escudo nacional. Hacia el exterior está escrito: «El Estado de Catar - Collar de la Independencia» y está adornado con diez diamantes y una roseta de oro con el escudo. Como otras condecoraciones en forma de collar, no se puede abreviar con un gafete.